# Saokuan
Saokuan (egyszerűsített kínai írással: 韶关市, pinjin: Sháoguān Shì) prefektúra szintű város Kínában, Kuangtung tartományban. Lakosainak száma 2 855 131 fő (2020).

## Népesség
| 2018 | 2 997 600 |
| 2020 | 2 855 131 |